# 1978年3月24日月食
1978年3月24日月食为一次在协调世界时1978年3月24日出現的月全食。該次月食半影食分為2.505、全影食分為1.457。偏食維持了110分，全食維持46分。

## 概述
這次月食的食分是12.22，偏食維持了110分，全食維持46分。

## 基本參數
- 類型：月全食
- 食甚資料：
  - 日期：1978年3月24日
  - 時間：16:22
  - 月球位置：赤經12.22度、赤緯-1.7度
  - 食分：半影食分：2.505、全影食分：1.457
  - 持續時間：偏食110分、全食46分

## 外部連結
- NASA月食專頁（页面存档备份，存于）（英文）